# Keen Software House
Keen Software House s.r.o je herní vývojářská společnost se sídlem v Praze. Byla založena v roce 2010 Markem Rosou. Společnost se soustředí hlavně na tvorbu počítačových her. Keen Software House vydal v roce 2012 svou první hru Miner Wars Arena. Pro své hry vytvořilo studio vlastní engine VRAGE.
Studio vytvořilo hru Space Engineers. Tato hra se odehrává ve vesmíru a je z většiny založena na reálných fyzikálních faktech. Ve Space Engineers lze hrát multiplayer i singleplayer, také s módem kreativním nebo survival, kde hráč bojuje o přežití a staví vesmírnou loď.

## Hry
| Název              | Rok                                          | Platformy         | Žánr               | Popis                                          |
| ------------------ | -------------------------------------------- | ----------------- | ------------------ | ---------------------------------------------- |
| Miner Wars Arena   | 2012                                         | Windows, OS X     | arkádová střílečka | arkádová střílečka inspirovaná hrou Tunnelers. |
| Miner Wars 2081    | 2012                                         | Windows, Xbox 360 | vesmírný simulátor | vesmírný simulátor inspirovaný hrou Descent.   |
| Space Engineers    | 2013 (Alpha), 2016 (Beta), 2019 (plná verze) | Windows, Xbox One | sandboxová hra     | sandboxová hra odehrávající se ve vesmíru.     |
| Medieval Engineers | 2015 (early access), 2020 (plná verze)       | Windows           | sandboxová hra     | sandboxová hra odehrávající se ve středověku.  |

### Miner Wars 2081
Prvním velkým projektem společnosti Keen Software House byla hra Miner Wars 2081, která byla představena na konferenci Game Developers Conference v roce 2012 . Kritika hru hodnotila smíšeně . Miner Wars 2081 je akční vesmírná střílečka odehrávající se v roce 2081, 10 let po zničení všech planetárních objektů ve Sluneční soustavě. Příběh hráče provází mnoha typy misí: záchranné, průzkumné, obranou základny, krádežemi, přepravou nebo závody. 

#### Open source
Zdrojový kód hry Miner Wars 2081 byl vydán v březnu 2013 pod komerční licencí (bez autorských práv a s omezeným použitím). Kód je možné dále šířit pouze za účelem vytvoření "modifikací" původní hry a kód musí nadále provádět kontrolu vlastnictví licence. 

### Space Engineers
Druhý projekt studia, Space Engineers, je sandboxová hra využívající technologii voxelů, která byla vydána ve službě Steam Early Access 23. října 2013  a vydána v plné verzi 28. února 2019. Hra předkládá před hráče otevřený svět asteroidů s planetami a měsíci, v němž hráč může těžit suroviny, stavět lodě a stanice, hrát si s fyzikou a mnoho dalšího. Space Engineers je sandboxová hra o inženýrství, stavbě a údržbě vesmírných děl.  Hry se do ledna 2021 prodalo více než 4 miliony kopií.  Hra Space Engineers byla dobře přijata kritikou i herní komunitou.
Po většinu doby svého vývoje byla hra Space Engineers aktualizována každý týden na základě stanovených plánů vývoje a zpětné vazby komunity. Od počátečního spuštění se dočkala významných aktualizací, které přidaly režim hry na přežití, multiplayer, podporu dedikovaných serverů a další. Space Engineers je otevřená komunitní tvorbě a modifikacím.
Dne 28. února 2019 byla hra oficiálně vydána a nadále se těší pravidelným aktualizacím.

### Medieval Engineers
Dne 13. ledna 2015 oznámila společnost Keen Software House svůj třetí titul a druhou inženýrskou hru s názvem Medieval Engineers. ve službě Steam Early Access.
Medieval Engineers je sandboxová hra o inženýrství, stavbě a údržbě architektonických děl a mechanických zařízení s využitím středověké technologie. Hráči staví města, hrady a opevnění; konstruují mechanická zařízení a jejich pohon; provádějí terénní úpravy a podzemní těžbu.
Hra Medieval Engineers je inspirována skutečnou středověkou technologií a způsobem, jakým lidé ve středověku přežívali a stavěli architektonická a mechanická díla. Medieval Engineers se snaží dodržovat fyzikální zákony a skutečnou historii a nepoužívá technologie, které nebyly k dispozici v 5. až 15. století.

## VRAGE
Společnost Keen Software House vyvinula a používá herní engine s názvem VRAGE. VRAGE je zkratka pro "volumetrický vztek" a/nebo "voxelový vztek".
První iterace enginu VRAGE, VRAGE 1.0, byla vytvořena a přizpůsobena speciálně pro hru Miner Wars 2081 a její potřebu ničitelného voxelového terénu a otevřeného světa. S vydáním open source hry Miner Wars 2081 v roce 2013 byl otevřen i engine VRAGE 1.0, a to pod restriktivní komerční licencí. Druhá iterace enginu, VRAGE 2.0, je v současnosti ve vývoji a pohání nejnovější hry studia, Space Engineers a Medieval Engineers.
Základní vlastností enginu VRAGE 2.0 je volumetričnost prostředí. Volumetrické objekty jsou struktury složené z modulů podobných kvádrům, které jsou vzájemně propojeny v mřížce. Objekty se chovají jako skutečné fyzické objekty s hmotností, setrvačností a rychlostí. Jednotlivé moduly mají reálný objem a úložnou kapacitu a lze je sestavovat, rozkládat, deformovat a ničit. Díky vývoji Medieval Engineers se VRAGE dočkal nového vylepšení: strukturální integrity a vykreslování v DirectX 11.